# 艾達尼
艾達尼（Stanley Atani，1990年1月27日—），大溪地足球員，可擔任進攻中場和前鋒，目前效力當地頂級聯賽球隊AS特法納。艾達尼於2010年入選大溪地國家隊，但在2011年8月27日對斐濟的比賽中才首次取得上陣機會，隨後他又落選了2012年大洋洲國家杯的參賽名單。2013年，他隨隊參加在巴西舉行的洲際國家盃，並在對尼日利亞和烏拉圭的賽事中後備出場，取得共40分鐘的比賽時間。